# Breitfeld (Bern)
Breitfeld  ist ein statistischer Bezirk im Stadtteil Breitenrain-Lorraine (V) im Nordosten der Stadt Bern. Zugleich wird er als kleineres gebräuchliches Quartier geführt. Zum statistischen Bezirk gehören neben Breitfeld noch Wylerholz, Löchligut und Wankdorffeld.
Im Jahr 2022 lebten im statistischen Bezirk 6469 Einwohner, davon 5120 Schweizer und 1349 Ausländer. Im gebräuchlichen Quartier lebten 4874 Einwohner, davon 3918 Schweizer und 956 Ausländer.
Die Wohnüberbauung im gebräuchlichen Quartier besteht vor allem aus längeren Reihenhäusern.